# Stories
Albums de Avicii
Pure Grinding / For a Better Day
(2014)
Stories est le deuxième album studio du producteur et DJ suédois Avicii.

## En amont
En juillet 2014, Avicii a dit dans le magazine Rolling Stone qu'il avait travaillé sur 70 musiques pour son prochain album, qui aurait inclus des collaborations avec Jon Bon Jovi, Billie Joe Armstrong, Chris Martin, Wyclef Jean, Serj Tankian et Matisyahu. Le 2 mars 2015, Avicii a joué en direct au Future Music Festival d'Australie. Nombre de musiques on fuité sur internet via le set d'Avicii à l'UMF de 2015. Ces musiques, incluant Waiting for Love, For a Better Day, City Lights et Sunset Jesus. Une playlist complète de son set peut être trouvée sur la page SoundCloud d'Avicii.
Le 22 mai 2015, Avicii a sorti sa première musique de Stories, Waiting for Love. La musique a été co-produite par le DJ producteur Martin Garrix. Seulement un mois après, Avicii a annoncé via Twitter qu'il avait terminé l'album Stories après 2 ans de travail. Le 4 août 2015, il a été annoncé sur iHeartMedia Summit que les prochaines musiques d'Avicii tirées de son album Stories seraient For a Better Day et Pure grinding, en collaboration avec le chanteur Alex Ebert.  Le 28 août, il a sorti ces 2 musiques.

## Titres
Waiting for Love est la musique en collaboration avec Simon Aldred de Cherry Ghost ainsi que Martin Garrix. Avicii l'a sortie le 22 mai 2015. 
For a Better Day est une musique en collaboration avec Alex Ebert. Avicii l'a sortie le 28 août 2015. 
Pure Grinding est une chanson en collaboration avec Kristoffer Fogelmark et Earl St. Clair. Avicii l'a sortie en même temps que For a Better Day le 28 août 2015. Les 2 musiques sont aussi sorties en tant que Titre/EP appelé Pure Grinding / For a Better Day.
Broken Arrows est une musique en collaboration avec Zac Brown de Zac Brown Band. Avicii l'a sortie le 29 septembre 2015, trois jours avant la sortie de l'album, en tant que musique de pré-commande
Ten More Days est une musique en collaboration avec Zak Abel. Avicii l'a sortie le 30 septembre 2015, 2 jours avant la sortie de l'album, en tant que musique de pré-commande
Gonna Love Ya est une musique en collaboration avec Sandro Cavazza. Avicii l'a sortie le 1er octobre 2015, 1 jour avant la sortie de l'album, en tant que musique de pré-commande.

## Liste des titres
| Stories | Stories                                                        | Stories | Stories                                          | Stories | Stories | Stories | Stories | Stories | Stories |
| No      | Titre                                                          | Auteur | Producteur(s)                                    | Durée   |         |         |         |         |         |
| ------- | -------------------------------------------------------------- | --- | ------------------------------------------------ | ------- | ------- | ------- | ------- | ------- | ------- |
| 1.      | Waiting for Love (Voix de Simon Aldred)                        | Simon Aldred, Salem Al Fakir, Tim Bergling, Vincent Pontare, Martin Garrix                                       | Salem Al Fakir, Tim Bergling, Vincent Pontare    | 3:51    |         |         |         |         |         |
| 2.      | Talk To Myself (Voix de Sterling Fox)                          | Tim Bergling, Sterling Fox, Alex Drury, Matt Hartke                                                              | Tim Bergling, Carl Falk, Ash Pournouri           | 3:56    |         |         |         |         |         |
| 3.      | Touch Me (Voix de Celeste Waite)                               | Tim Bergling, Adriano Buffone, Gerrard O'Connell, Celeste Waite, Ash Pournouri                                   | Tim Bergling                                     | 3:06    |         |         |         |         |         |
| 4.      | Ten More Days (Voix de Zak Abel)                               | Tim Bergling, Simon Aldred, Zak Zilesnick                                                                        | Tim Bergling                                     | 4:06    |         |         |         |         |         |
| 5.      | For A Better Day (Voix de Alex Ebert)                          | Tim Bergling, Alex Ebert                                                                                         | Tim Bergling                                     | 3:26    |         |         |         |         |         |
| 6.      | Broken Arrows (Voix de Zac Brown)                              | Tim Bergling, Zac Brown, Niko Moon, Rami Yacoub, Carl Falk                                                       | Tim Bergling, Carl Falk, Ash Pournouri           | 3:53    |         |         |         |         |         |
| 7.      | True Believer (Chœur de voix et piano de Chris Martin)         | Tim Bergling, Chris Martin                                                                                       | Tim Bergling                                     | 4:48    |         |         |         |         |         |
| 8.      | City Lights (Voix de Jonas Wallin et Noonie Bao)               | Tim Bergling, Jonas Wallin, Noonie Bao, Ash Pournouri                                                            | Tim Bergling, Ash Pournouri                      | 6:29    |         |         |         |         |         |
| 9.      | Pure Grinding (Voix de Earl St. Clair et Kristoffer Fogelmark) | Tim Bergling, Earl St. Clair (Earl Johnson), Kristoffer Fogelmark, Albin Nedler                                  | Tim Bergling, Kristoffer Fogelmark, Albin Nedler | 2:52    |         |         |         |         |         |
| 10.     | Sunset Jesus (Voix de Sandro Cavazza)                          | Tim Bergling, Carl Falk, Rami Yacoub, Mike Posner, Gavin De Graw, Dhani Lennevald, Sandro Cavazza, Savan Kotecha | Tim Bergling, Dhani Lennevald                    | 4:25    |         |         |         |         |         |
| 11.     | Can't Catch Me (Voix de Mattisyahu et Wyclef Jean)             | Tim Bergling, Matthew Miller, Wyclef Jean, Mike Einziger                                                         | Tim Bergling                                     | 3:59    |         |         |         |         |         |
| 12.     | Somewhere In Stockholm (Voix de Daniel Adams-Ray)              | Tim Bergling, Daniel Adams-Ray, Henrik Jonback, Jonas Wallin, Petter Tarland                                     | Tim Bergling                                     | 3:23    |         |         |         |         |         |
| 13.     | Trouble (Voix de Wayne Hector)                                 | Tim Bergling, Wayne Hector, Rami Yacoub, Carl Falk                                                               | Tim Bergling                                     | 2:52    |         |         |         |         |         |
| 14.     | Gonna Love Ya (Voix de Sandro Cavazza)                         | Tim Begling, Sandro Cavazza, Dhani Lennevald, Ash Pournouri, Marcus Thunberg Wessel                              | Tim Bergling, Ash Pournouri, Dhani Lennevald     | 3:26    |         |         |         |         |         |
| 54:00   |                                                                | |                                                  |         |         |         |         |         |         |

### Stories: japan tour edition
| 15.   | The Days (Voix de Robbie Williams)      | Tim Bergling, Salem al fakir, Vincent Pontare                                                | 4:38 |
| 16.   | The nights                              | Tim Bergling, Ash Pournouri, Gabriel Benjamin, John Feldman, Nicholas Furlong, Jordan Suecon | 2:56 |
| 17.   | Levels (radio edit)                     | Tim Bergling                                                                                 | 3:20 |
| 18.   | I could be the one (Voix de Noonie Bao) | Tim berling, ash pournouri, Nick Rotteveel, Noonie bao, Linus Wiklund, Mans Wredenberg       | 3:28 |
| 19.   | Silhouettes                             | Tim Bergling, Ash Pournouri, Salem al Fakir                                                  | 3:31 |
| 20.   | X you                                   | Tim Bergling                                                                                 | 3:20 |
| 21.   | Feeling good                            | Tim Bergling, Anthony Newlie, Leslie Bricusse                                                | 3:48 |
| 80:00 |                                         |                                                                                              |      |

## Classements hebdomadaires
| Classement (2015)                        | Meilleure position |
| ---------------------------------------- | ------------------ |
| Allemagne (Media Control AG)             | 8                  |
| Australie (ARIA)                         | 10                 |
| Autriche (Ö3 Austria Top 40)             | 6                  |
| Belgique (Flandre Ultratop)              | 7                  |
| Belgique (Wallonie Ultratop)             | 14                 |
| Canada (Canadian Albums)                 | 3                  |
| Danemark (Tracklisten)                   | 9                  |
| Espagne (Promusicae)                     | 17                 |
| États-Unis (Billboard 200)               | 17                 |
| États-Unis (Top Dance/Electronic Albums) | 1                  |
| Finlande (Suomen virallinen lista)       | 10                 |
| France (SNEP)                            | 19                 |
| Italie (FIMI)                            | 14                 |
| Norvège (VG-lista)                       | 1                  |
| Nouvelle-Zélande (RIANZ)                 | 23                 |
| Pays-Bas (Mega Album Top 100)            | 7                  |
| Royaume-Uni (UK Albums Chart)            | 9                  |
| Suède (Sverigetopplistan)                | 1                  |
| Suisse (Schweizer Hitparade)             | 3                  |

## Historique de sortie
| Région       | Date           | Format(s) | Label |
| ------------ | -------------- | --------- | ----- |
| Monde entier | 2 octobre 2015 |           | PRMD  |